# Zaprószenie ognia

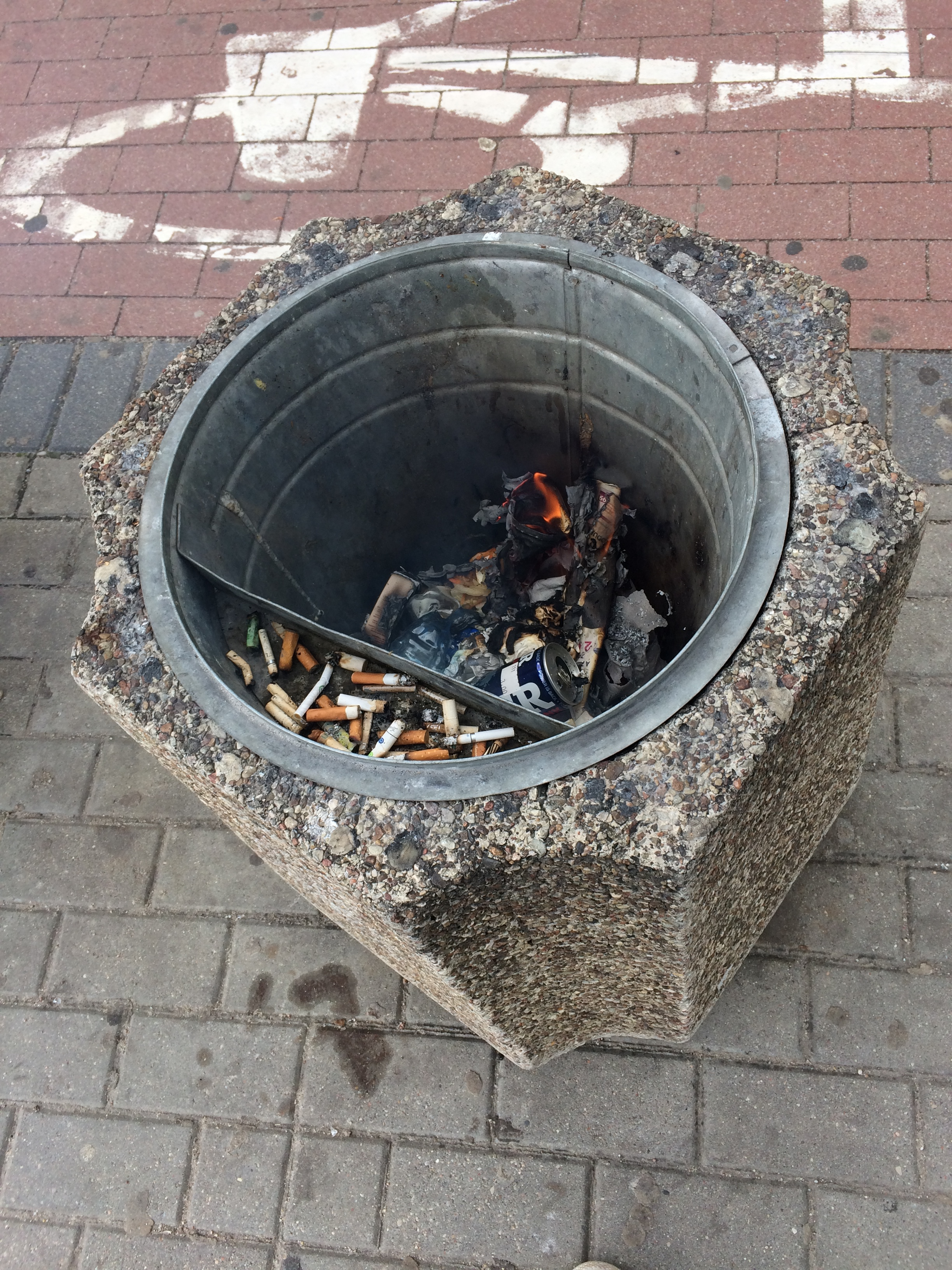
Palące się śmieci w koszu koło przystanku autobusowego.. Powodem było najprawdopodobniej zaprószenie ognia niedopałkiem.

Zaprószenie ognia – jest to nieumyślne spowodowanie zapalenia się jakiegoś przedmiotu lub budynku poprzez żar lub iskry, w odróżnieniu od otwartego ognia. Częstym powodem zaprószenia ognia jest na przykład niedopałek od papierosa wyrzucony na łatwopalny grunt albo w przestrzeń, w której może nastąpić zaprószenie. Często zapalają się odpady.